# Lycées de Strasbourg
Cette page liste les différents lycées, privés ou publics, de la ville de Strasbourg et de son agglomération.

## Lycées publics
- Lycée Kléber
- Lycée Fustel-de-Coulanges de Strasbourg.
- Lycée international des Pontonniers.
- Lycée Marie Curie.
- Lycée Général et Technologique Marc Bloch (Bischheim).
- Lycée Louis Pasteur.
- Lycée d'Enseignement Général Technique Industriel et Professionnel Marcel Rudloff.
- Lycée hôtelier de Strasbourg ou lycée hôtelier Alexandre-Dumas (Illkirch-Graffenstaden).
- Lycée Technique d'État Louis Couffignal.
- Lycée Général et Technologique Jean Monnet.
- Lycée d'Enseignement Général Technologique et Professionnel Jean Rostand.
- Lycée des métiers René Cassin.
- Lycée Jean-Geiler-de-Kaysersberg.
- Lycée et CFA Jean-Frédéric Oberlin.
- Lycée Polyvalent Emile Mathis (Schiltigheim).
- Lycée Professionnel Aristide Briand (Schiltigheim).
- Lycée Polyvalent Le Corbusier (Illkirch-Graffenstaden).
- Lycée Polyvalent Gutenberg (Illkirch-Graffenstaden).

## Lycées privés
- Lycée privé Gymnase Jean-Sturm Pôle Éducatif Jan Amos Coménius.
- Lycée privé épiscopal Saint-Étienne.
- Lycée privé Institution La Doctrine Chrétienne.
- Lycée privé Institution Sainte-Clotilde.
- Lycée Professionnel Charles de Foucauld.
- Lycée Privé Organisation pour la Recherche et le développement Technique (ORT).
- Lycée privé Institution Notre-Dame.
- Lycée privé Aquiba.